# Йоханнессен, Тобиас Халланд
Тобиас Халланд Йоханнессен (норв. Tobias Halland Johannessen; род. 23 августа 1999, Дрёбак, Акерсхус) — норвежский профессиональный шоссейный велогонщик, выступающий за команду мирового тура «Uno-X Pro Cycling Team».

## Биография
Вместе со своим братом-близнецом Андерсом Тобиас участвовал в гонках по маунтинбайку, велокроссу и шоссейному велоспорту, прежде чем принял решение сосредоточиться на шоссейных гонках. Травмы колена не позволили ему участвовать в большей части усечённого сезона 2020 года. В июле 2021 года был включён в состав сборной Норвегии для участия в групповой гонке на летних Олимпийских играх 2020 года. В 2023 году впервые принял участие в гонке гранд-тура — Тур де Франс 2023.

## Гонки

### Участие в некоторых гонках
| Участие в гранд-турах |      |      |
| Гранд-тур             | 2022 | 2023 |
| Джиро д’Италия        | —    | —    |
| Тур де Франс          | —    | 30   |
| Вуэльта Испании       | —    | —    |
| Другие гонки          |      |      |
| Гонка                 | 2022 | 2023 |
| Париж — Ницца         | —    | —    |
| Тиррено — Адриатико   | —    | —    |
| Вуэльта Каталонии     | 7    | 86   |
| Тур Страны Басков     | —    | —    |
| Тур Романдии          | —    | —    |
| Критериум Дофине      | 10   | 15   |
| Тур Швейцарии         | —    | —    |